# 宮大工
宮大工（みやだいく）是從事神社佛閣的建築、補修的大工（木匠）。

## 概要
也稱作渡大工，長年離家，居住在社寺的所在地工作。技術、技法通常以徒弟制度的形態傳承。日本全國曾經有數百人的宮大工繼承者，但是現在推定在100人以下。修復國寶、重要文化財建築物的著名宮大工有西岡常一、佐佐木嘉平、松浦昭次（大工之人間國寶、文化財保存技術者）等。

## 關連項目
- 野大工

## 外部連結
- 宮大工の仕事（页面存档备份，存于）
- 日本宮大工一覽（页面存档备份，存于）